# Lingua maithili
La lingua maithili (मैथिली maithili) è una lingua bihari parlata in India e in Nepal.
Al 2022, è parlata da 34,1 milioni di parlanti totali.

## Distribuzione geografica
Secondo l'edizione 2009 di Ethnologue, la lingua maithili era parlata da circa 32 milioni di persone in India, stanziate principalmente nello stato del Bihar, e nelle città Calcutta, Delhi e Mumbai. Altri 3 milioni di locutori si trovano in Nepal, nelle zone di Kosi, Janakpur, Narayani e Sagarmatha; è la seconda lingua più parlata del Nepal.

### Lingua ufficiale
Il maithili è una delle 22 lingue riconosciute della Costituzione dell'India, ma non ha status di lingua ufficiale nello stato del Bihar. Anche la Costituzione del Nepal lo riconosce come una delle lingue della nazione.

## Classificazione
I linguisti la ritengono una lingua indo-ariana orientale diversa dall'hindi, anche se è stata a lungo considerata un dialetto di questa o del bengalese.

## Sistema di scrittura
La lingua maithili viene scritta con l'alfabeto devanagari.